# Wolfgang Hillmann (Fußballspieler, 1948)
Wolfgang Hillmann (* 18. September 1948 in Siptenfelde) ist ein vormaliger deutscher Fußballspieler.

## Sportlicher Werdegang
Hillmann spielte in der Jugend beim FC Gottmadingen, den der Torhüter 1967 in Richtung FC 08 Villingen verließ. Hier reihte er sich hinter dem zwei Jahre älteren Karl Armbrust als Ersatzmann ein, als sich der Klub im mittleren Tabellenbereich der zweitklassigen Regionalliga Süd platzierte. Nach nur 13 Ligaspielen in drei Jahren wechselte er 1970 zum FC Winterthur in die Nationalliga A, bei dem mit Helmut Huttary und Timo Konietzka bereits zwei deutsche Landsmänner unter Vertrag standen. Hinter Hans Küng und Ersatzmann Werner Frei blieb ihm jedoch nur die Rolle des dritten Torhüters, so dass er vor der Spielzeit 1971/72 zum FV 07 Ebingen in die 1. Amateurliga Schwarzwald-Bodensee wechselte.
Im Sommer 1972 holte die SpVgg Fürth Hillmann zurück in die Regionalliga, wo er hinter Peter Löwer Ersatztorhüter war. Nachdem er in seiner ersten Saison noch ohne Pflichtspielminute geblieben war, durfte er in der Spielzeit 1973/74 am dritten Spieltag bei der 1:2-Auswärtsniederlage beim SV Darmstadt 98 erstmals eingreifen: früh im Spiel hatte sich Löwer verletzt, in der 28. Spielminute musste Heinz Elzner dann auf der Torwartposition tauschen. Insgesamt bestritt er drei Saisonspiele, als sich der Klub am Saisonende für die neu eingeführte 2. Bundesliga qualifizierte. Dort vertrat er den zeitweise schwächelnden Löwer in der Auftaktsaison 1974/75 unter Trainer Alfred Hoffmann in fünf Saisonspielen. Anschließend wechselte er innerhalb Frankens zum Ligakonkurrenten SpVgg Bayreuth, wo ihm hinter Wolfgang Mahr die Rolle des Ersatzmanns beschieden war. Als Verletzungsvertretung kam er in der Spielzeit 1975/76 zu zehn Saisoneinsätzen. Im Laufe der folgenden Saison setzte Cheftrainer Gerhard Happ im Abstiegskampf auf Hillmann, der in 21 Saisonspielen zum Erreichen des 14. Tabellenplatzes in der Südstaffel beitrug.
Im Sommer 1977 holte Helmut Kronsbein Hillmann als Nachfolger des zum Ligakonkurrenten SC Fortuna Köln gewechselten Franz-Josef Pauly zum Nord-Zweitligisten Hannover 96. Hier war er unumstrittener Stammspieler und bestritt alle 38 Saisonspiele, als der zweimalige deutsche Meister in der Spielzeit 1977/78 den fünften Tabellenplatz belegte. Auch unter Kronsbeins Nachfolger Anton Burghardt war er zu Beginn der folgenden Spielzeit Stammkraft, ehe er bei einer 3:5-Niederlage gegen den Wuppertaler SV Ende November 1978 in der 75. Spielminute durch Dieter Bendix ersetzt werden musste. Kurze Zeit später verpflichtete der Klub mit Heinz Blasey eine neue Nummer 1, während Hillmann nach insgesamt 107 Zweitligaspielen, davon 91 in der 2. Bundesliga, seine Profikarriere beendete und ab Sommer 1979 beim Verbandsligisten TuS Hessisch Oldendorf in der vierten Spielklasse die aktive Laufbahn ausklingen ließ.